# Erwann Binet
Pour les articles homonymes, voir Binet.
Erwann Binet, né le 30 juillet 1972 à Brest (Finistère), est un homme politique français.

## Biographie
Attaché parlementaire de Louis Mermaz de 1997 à 2002, il devient premier secrétaire du Parti socialiste de l'Isère en 2008.
Conseiller général du canton de Vienne-Nord, il est ensuite élu député lors des législatives de 2012 dans la 8e circonscription de l'Isère.
Il fut rapporteur du projet de loi ouvrant le mariage aux couples de personnes de même sexe.
Il est père de 5 enfants, de confession catholique mais aurait pris ses distances avec la pratique religieuse,. Toutefois dans le chapitre « Un catho dans la bataille » du livre La Bataille du mariage pour tous dont il est le coauteur, il déclare que « [sa] foi chrétienne fait partie de [son] identité ».
Il est également rapporteur d'un projet de loi sur le droit des étrangers en France qui permet la création d’un titre de séjour pluriannuel. Guillaume Larrivé (LR), opposé au projet, prévoit avec cette « facilitation » des procédures une hausse de l'immigration.
En mars 2015, il est élu conseiller départemental du canton de Vienne-1 face à binôme de candidats FN en tandem avec Carméla Lo Curto-Cino,. Il est battu dès le premier tour des élections législatives de 2017.
Le 4 septembre 2019, il a annoncé sa candidature aux élections municipales de Vienne. Il conduit une liste d'union de la gauche, battue dès le premier tour avec 30,2 % des suffrages exprimés, contre 52,5 % pour la liste conduite par le maire sortant Thierry Kovacs. Erwann Binet reste donc sur les bancs de l'opposition municipale avec 4 de ses colistiers.
En 2021 il est candidat à sa succession sous l'étiquette "Printemps Isérois" à l'élection départementale des 20 et 27 juin, aux côtés d'Elise Hénaux-Varvier. Confronté cette fois-ci à la droite au second tour, il est largement battu.
A titre professionnel, il a dirigé le service Démocratie Locale de la Ville de Vaulx-en-Velin (Rhône) entre 2018 et 2022. Depuis février 2022, il est responsable de la Mission Démocratie Ouverte de la Ville de Lyon.